# Irène Tolleret
Irène Tolleret (nascida em 17 de agosto de 1967) é uma política francesa de Renascimento (RE), que foi eleita deputada ao Parlamento Europeu em 2019.

## Infância e educação
Tolleret é viticultora no Pic Saint-Loup, num domínio privado que é sua propriedade.

## Carreira política
Após as eleições municipais de 2014, Tolleret foi eleita prefeita de Fontanès, em Hérault. Representante da sua comuna no conselho comunitário da comunidade das comunas de Grand Pic Saint-Loup, é vice-presidente responsável pelas relações e assuntos europeus. Em 2015, após as eleições departamentais, Irène Tolleret foi a substituta de Marie-Christine Bousquet, prefeita de Lodève. Após a morte de Marie-Christine Bousquet, Irène Tolleret substitui-a no conselho departamental de Hérault.
Durante as eleições para o Parlamento Europeu de 2019, Tolleret ficou em nono lugar na lista do Renascimento, tendo conseguido um lugar no parlamento europeu.
Além das suas atribuições nas comissões, Tolleret faz parte da delegação do Parlamento com o Japão, do Intergrupo do Parlamento Europeu para os Direitos LGBT e do grupo Membros do Parlamento Europeu Contra o Cancro.
Em dezembro de 2020, a Tolleret recebeu o prémio de Segurança Alimentar nos prémios MEP anuais da The Parliament Magazine.